# NPaOc Araguari (P-122)
O NPaOc Araguari (P-122) é um navio de patrulha oceânica da classe Amazonas pertencente a Marinha do Brasil. Araguari (P-122) foi construído pela BAE Systems Maritime em 2010 como parte de uma classe de navios projetados com base na classe River da Marinha Real Britânica.

## Nome
O homônimo de seu nome é a cidade de Araguari localizada no estado de Minas Gerais. É o quarto navio a ostentar esse nome na Marinha do Brasil.

## Missão
Em tempos de paz, fiscalizar os recursos do nosso mar territorial, da zona contígua e da zona econômica exclusiva (ZEE), fiscalizar as plataformas de petróleo impedindo ações de sabotagem, realizar operações de Busca e Salvamento (SAR), ao longo da extensa área marítima sob a responsabilidade do Brasil e reprimir as atividades ilícitas tais como: pesca ilegal, contrabando, narcotráfico e poluição do meio ambiente marinho contando com 2 lanchas Pacific 24 para auxiliar essas operações.
Em caso de conflito, os navios de patrulha destinam-se ao patrulhamento das águas jurisdicionais brasileiras, efetuando patrulha para a vigilância e defesa do litoral, de áreas marítimas costeiras e das plataformas de exploração de petróleo e defesa dos portos.

## Histórico de Serviço
Do dia 25 de março de 2014 a 1° de abril 2014 o "Araguari" realizou a 400ª comissão de apoio - expedição cientifica ao Arquipélago de São Pedro e São Paulo.
Representou a Marinha do Brasil no "OBANGAME EXPRESS 2016" realizado na Africa. 
Participou do "OBANGAME EXPRESS 2019" realizado na Africa com a participação de 29 países.
Do dia 13 a 27 de setembro de 2021, realizou a comissão de apoio à Estação Cientifica do Arquipélago de São Pedro e São Paulo.
Em junho de 2025, durante atividades de adestramento, o 1º Esquadrão de Helicópteros de Emprego Geral (EsqdHU-1) operou o UH-17 pela primeira vez a bordo do NPaOc Araguari (P-122).